# کارل نولز
کارل نولز (انگلیسی: Carl Knowles; ۲۴ فوریهٔ ۱۹۱۰ – ۴ سپتامبر ۱۹۸۱) بازیکن بسکتبال اهل ایالات متحده آمریکا بود.